# Dată stelară (Star Trek)
Data stelară este un mijloc de a specifica datele absolute din universul fictiv Star Trek. Acestea sunt numere zecimale, de obicei, rotunjite la o singură zecimală , care înlocuiesc datele calendarului gregorian. Aceste date sunt mult mai puțin transparente decât cele al oricărui calendar cunoscut, deoarece scriitorii și scenariștii au ales numere mai mult sau mai puțin arbitrare, în funcție de epoca Star Trek în cauză. Unul dintre motivele folosirii acestor date stelare a fost necesitatea de a data evenimentele din serie care au loc într-un viitor îndepărtat fără a se stabili acțiunea episoadelor de o anumită dată, deși Star Trek: The Next Generation menționează că evenimentele au loc în secolul 24. 
Data stelară reprezintă un sistem de măsurare a timpului la nivelul Galaxiei în perioada efectuării unei călătorii superluminice. Sistemul încearcă să compenseze dilatarea relativă a timpului și alte efecte secundare ale călătoriei. Gene Roddenberry a dezvăluit că era necesară inventarea unei noi măsurători a timpului pentru a crea spectatorilor sentimentul unui viitor verosimil. În principiu data stelară se adaptează schimbărilor temporare, ea calculându-se în funcție de viteza navei spațiale la un moment dat bine determinat, de curbura spațiului în acel punct și față de poziția navei în Galaxie.
Există totuși mai multe metode de a transforma o dată stelară într-o dată a calendarului gregorian (și invers). De exemplu cea mai cunoscută metodă este aceea de aranjare a anului, a lunii și a zilei astfel încât data calendaristică de 20 iulie 1969 să corespundă datei stelare 6907,20.